# シモン・シュピラック
シモン・シュピラック（Simon Špilak、1986年6月23日 - ）は、スロベニア、ティシナ出身の自転車競技（ロードレース）選手。

## 経歴
2004年
- 国内選手権・ジュニア部門
  - ロードレース 優勝
  - 個人タイムトライアル(ITT)優勝。

2005年、アドリア・モービルと契約を結びプロ転向。
- 国内選手権・U23部門ロードレース優勝。

2006年
- シュタイアーマルク・ルントファールト総合優勝。

2008年、ランプレ（現 ランプレ - ISD）に移籍。
- ジロ・デ・イタリア初出場、総合48位。

2009年
- ツール・ド・フランス初出場、総合109位。

2010年
- ツール・ド・ロマンディでは当初総合2位だったが、アレハンドロ・バルベルデの2010年シーズン全成績取消処置につき、繰り上がって総合優勝&区間1勝(第4)。この他新人賞も獲得。

2012年、チーム・カチューシャへ移籍。
- パリ〜ニース 総合4位
- バスク一周 総合10位
- ツール・ド・ロマンディ 総合8位

2013年
- パリ〜ニース 総合6位
- バスク一周 総合4位
- ツール・ド・ロマンディ
  - 区間1勝(第4)
  - 総合2位
- ルント・ウム・デン・フィナンツプラッツ・エシュボルン＝フランクフルト 優勝
- ツール・ド・スイス 総合9位

2014年
- バスク一周 総合4位
- ツール・ド・ロマンディ
  - 区間1勝(第3)
  - 総合2位

2015年
- パリ〜ニース 総合3位
- ツール・ド・ロマンディ 総合2位
- ツール・ド・スイス 総合優勝

2017年
- ツール・ド・スイス　総合優勝（第7ステージ優勝）

2019年シーズンを以て現役を引退した。